# Saison 2015-2016 du Tarbes Pyrénées rugby
Cette page présente la saison 2015-2016 du Tarbes PR en Pro D2.

## Staff

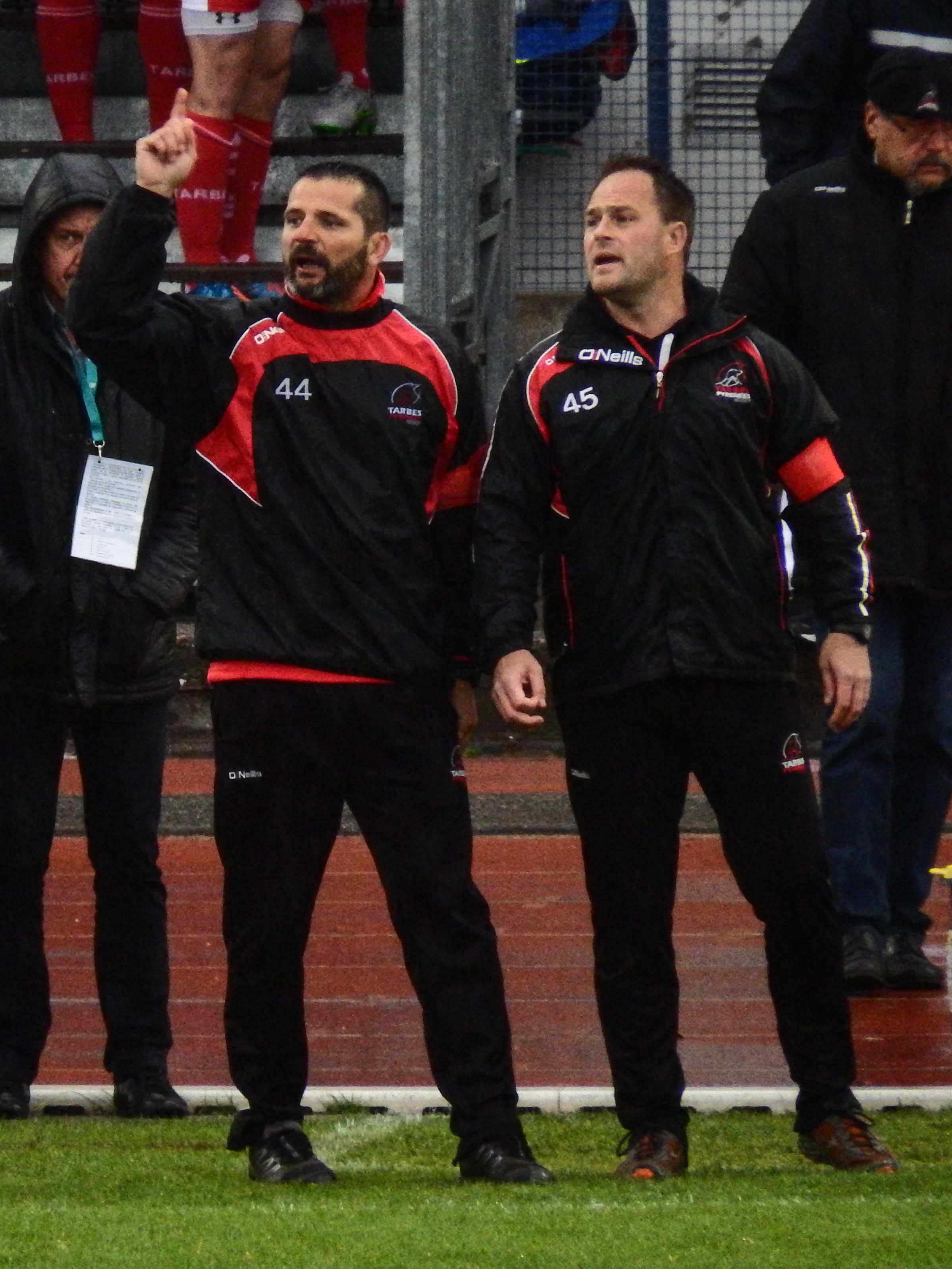
Frédéric Garcia et Nicolas Nadau, tandem d'entraîneurs pour la saison 2015-2016.

- Entraineurs principaux: Frédéric Garcia et Nicolas Nadau
- Préparateurs physiques: Robert Froissard et Fabien Dionèse
- Entraineur jeu au pied: François Lascorz
- Staff médical: Bernard Zabotto, Karim Anani, Jean Jacques Rossel et Christophe Tore
- Kinésithérapeutes: Mathieu Delmas, Pierre Villeneuve
- Vidéo et site internet: Hervé Cazcarra
- Analyse vidéo: Mickael Etcheverria

## La saison
Budget
Avec un budget pour la saison est de 5,21 millions d'euros, celui-ci est le 10e budget, sur 16, de la pro D2.
À l'issue de la 8e journée, le Tarbes Pyrénées rugby pointait à la 11e place avec 13 points et 3 victoires pour 5 défaites. Par suite d'une décision du Conseil Supérieur de la DNACG le Tarbes Pyrénées rugby est sanctionné :
1. « d'un retrait de 5 points au classement de la PRO D2 de la saison en cours motivé par la forte dégradation de la situation financière du Club sur la saison 2015/2016 entre le budget initial produit le 15 mai 2015 et le budget actualisé produit le 30 octobre 2015, qui a gravement faussé l’appréciation de la DNACG sur la situation financière du Club et le niveau de la masse salariale autorisé pour cette saison »
2. « un retrait de 10 points au classement de la PROD2 de la saison en cours motivé par la production à la DNACG, pour justifier de sa situation financière et notamment pour obtenir des décisions favorables d’homologation de contrats de joueurs, de documents falsifiés »

« Les deux mesures de retrait de points se cumulant, le retrait de points prononcé à l’encontre du club au classement de la PRO D2 sur la saison en cours s’élève à 15 points »

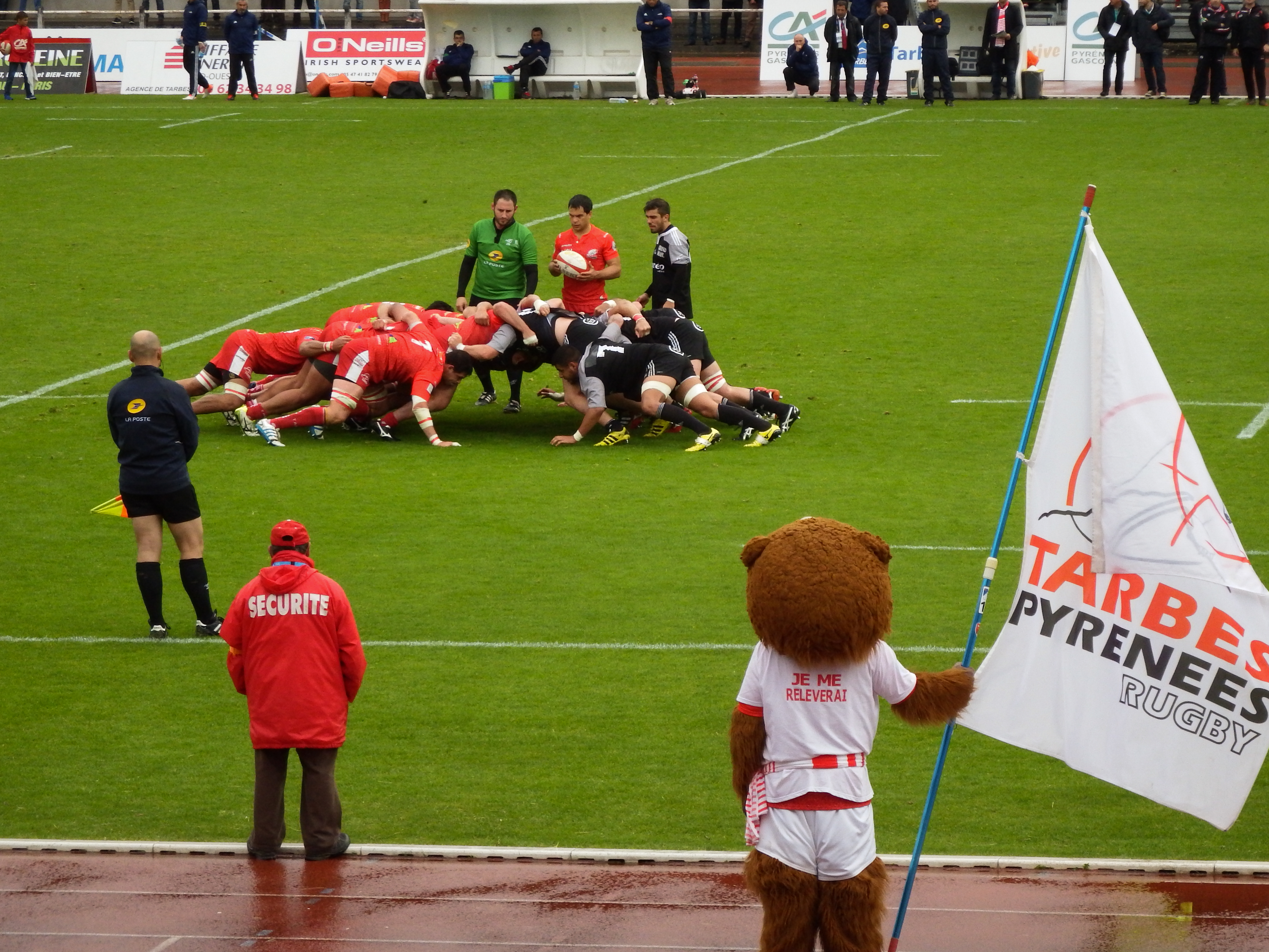
Le TPR joue son dernier match de Pro D2 à domicile lors de l'avant-dernière journée, le 13 5 2016 contre l'US Dax.

Le Tarbes Pyrénées rugby est rétrogradé à la 16e place et avec -2 pts du classement général de ProD2 au début de la 9e journée. Le Tarbes Pyrénées Rugby a fait appel de cette décision.
Après une belle remontée du TPR, le club, quel que soit son classement final, sera relégué à la fin de la saison en Fédérale 1, en raison de problèmes financiers.

## Effectif 2015-2016
| Nom                       | Poste            | Naissance  | Nationalité sportive | Sélections (points marqués) | Dernier club                       | Arrivée au club (année) |
| ------------------------- | ---------------- | ---------- | -------------------- | --------------------------- | ---------------------------------- | ----------------------- |
| Jérôme Schuster           | Pilier           | 29/06/1985 | France               |                             | Leicester Tigers                   | 2014                    |
| Irakli Mirtskhulava       | Pilier           | 22/12/1988 | Géorgie              |                             | Formé au club                      | 2010                    |
| Augustin Costa Repetto    | Pilier           | 21/12/1982 | Argentine            | -                           | Padoue                             | 2014                    |
| Mathieu Giudicelli        | Pilier           | 07/02/1990 | France               | -                           | Stade montois                      | 2015                    |
| Kakhaber Koberidze        | Pilier           | 15/04/1985 | Géorgie              | -                           | SC Albi                            | 2014                    |
| Jeronimo Negroto          | Pilier           | 03/10/1988 | Argentine            | -                           | US Cognac                          | 2015                    |
| Tudor Stroe               | Pilier           | 06/09/1993 | France               | -                           | Section paloise                    | 2014                    |
| Johannes Hermanus Grobler | Talonneur        | 11/12/1986 | Afrique du Sud       | -                           | Free State Cheetahs                | 2012                    |
| Romain Casals             | Talonneur        | 08/06/1987 | France               | -                           | FC Auch                            | 2013                    |
| Théo Béziat               | Talonneur        | 11/05/1994 | France               | -                           | Racing club narbonnais             | 2014                    |
| Russlan Boukerou          | Deuxième ligne   | 16/12/1989 | France               | -                           | CA Brive                           | 2015                    |
| Cyril Veyret              | Deuxième ligne   | 30/01/1988 | France               | -                           | FC Grenoble                        | 2014                    |
| Sione Timani              | Deuxième ligne   | 03/09/1984 | Tonga                |                             | Scarlets                           | 2014                    |
| Giorgi Nemsadze           | Deuxième ligne   | 26/09/1984 | Géorgie              |                             | Avenir valencien                   | 2012                    |
| Marius Antonescu          | Deuxième ligne   | 03/08/1992 | Roumanie             | -                           | CSM Bucarest                       | 2014                    |
| Addison Lockley           | Deuxième ligne   | 25/10/1991 | Angleterre           | -                           | Biarritz olympique                 | 2015                    |
| Paul Tuaimalo             | Troisième ligne  | 23/09/1992 | Nouvelle-Zélande     | -                           | Northland Rugby Union              | 2015                    |
| Paul Sajous               | Troisième ligne  | 13/01/1995 | France               | -                           | Formé au club                      | 2015                    |
| Benjamin Collet           | Troisième ligne  | 11/04/1989 | France               | -                           | Stade toulousain                   | 2012                    |
| Nicolas Garrault          | Troisième ligne  | 15/06/1991 | France               | -                           | Stade français                     | 2015                    |
| Filipe Manu               | Troisième ligne  | 12/10/1985 | Nouvelle-Zélande     | -                           | CS Bourgoin                        | 2013                    |
| Alexis Armary             | Troisième ligne  | 01/04/1995 | France               | -                           | Formé au club                      | 2014                    |
| Nicolas Vergallo          | Demi de mêlée    | 20/08/1983 | Argentine            |                             | Lyon OU                            | 2014                    |
| Gilen Queheille           | Demi de mêlée    | 15/09/1992 | France               | -                           | Union Bordeaux Bègles              | 2014                    |
| Luix Roussarie            | Demi de mêlée    | 15/03/1991 | France               | -                           | Biarritz olympique                 | 2015                    |
| Riaan Smit                | Demi d'ouverture | 28/04/1984 | Afrique du Sud       | -                           | US Oyonnax                         | 2015                    |
| Sebastián Poet            | Demi d'ouverture | 20/10/1992 | Argentine            | -                           | Club Universitario de Rosario (en) | 2015                    |
| Nicolas Laharrague        | Demi d'ouverture | 30/10/1981 | France               |                             | FC Grenoble                        | 2013                    |
| Mathieu Berbizier         | Demi d'ouverture | 15/09/1996 | France               |                             | Formé au club                      | 2015                    |
| Jérôme Cabanne            | Centre           | 31/01/1992 | France               | -                           | Formé au club                      | 2011                    |
| Laurent Tranier           | Centre           | 16/07/1989 | France               | -                           | Soyaux Angoulême XV                | 2015                    |
| Maxime Veau               | Centre           | 09/08/1988 | France               | -                           | US Oyonnax                         | 2012                    |
| Jean Baptiste Lamotte     | Centre           | 28/12/1990 | France               | -                           | Union Bordeaux Bègles              | 2014                    |
| Adrea Cocagi              | Ailier           | 01/03/1994 | Fidji                | -                           | Stade français                     | 2014                    |
| Johan Demai-Hamecher      | Ailier           | 19/02/1994 | France               | -                           | Formé au club                      | 2015                    |
| Sionasa Vunisa            | Ailier           | 19/08/1988 | Fidji                | -                           | Stade montois                      | 2015                    |
| Morgan Rubio              | Ailier           | 12/10/1991 | France               | -                           | Formé au club                      | 2011                    |
| Thomas Poitrenaud         | Arrière          | 22/07/1988 | France               | -                           | RC Narbonne                        | 2014                    |
| Adrien Domec              | Arrière          | 15/03/1990 | France               | -                           | Formé au club                      | 2008                    |
| Geoffrey Cros             | Arrière          | 08/03/1997 | France               | -                           | Formé au club                      | 2016                    |

## Calendrier et résultats[5]

### Pro D2
| - Tarbes PR - US Carcassonne : 22-23 - US Dax - Tarbes PR : 15-20 - Tarbes PR - Provence rugby : 28-10 - Stade aurillacois - Tarbes PR : 39-14 - Tarbes PR - AS Béziers : 19-10 - Tarbes PR - CS Bourgoin-Jallieu : 13-19 - US Montauban - Tarbes PR : 34-25 - Lyon OU - Tarbes PR : 46-6 - Tarbes PR - USA Perpignan : 18-16 - RC Narbonne - Tarbes PR : 19-22 - Tarbes PR - SC Albi : 12-16 - Stade montois - Tarbes PR : 21-19 - Tarbes PR - Biarritz olympique : 22-13 - Colomiers rugby - Tarbes PR : 19-16 - Tarbes PR - Aviron bayonnais : 19-10 | - US Carcassonne - Tarbes PR : 6-9 - Tarbes PR - US Dax : 15-6 - Provence rugby - Tarbes PR : 24-8 - Tarbes PR - Stade aurillacois : 17-20 - AS Béziers - Tarbes PR : 24-19 - CS Bourgoin-Jallieu - Tarbes PR : 50-19 - Tarbes PR - US Montauban: 20-15 - Tarbes PR – Lyon OU : 10-9 - USA Perpignan - Tarbes PR : 21-16 - Tarbes PR - RC Narbonne : 16-20 - SC Albi - Tarbes PR : 37-36 - Tarbes PR - Stade montois : 33-13 - Biarritz olympique - Tarbes PR : 20-10 - Tarbes PR - Colomiers rugby : 31-26 - Aviron bayonnais - Tarbes PR : 28-10 |

| Rang | Club                             | J  | V  | N | D  | Bo | Bd | Pm  | Pe  | Diff | Pts |
| ---- | -------------------------------- | -- | -- | - | -- | -- | -- | --- | --- | ---- | --- |
| 1    | Lyon OU (R)                      | 30 | 25 | 0 | 5  | 12 | 4  | 971 | 493 | +478 | 116 |
| 2    | Aviron bayonnais (R)             | 30 | 19 | 1 | 10 | 4  | 4  | 658 | 602 | +56  | 86  |
| 3    | Stade aurillacois                | 30 | 18 | 0 | 12 | 7  | 2  | 724 | 613 | +111 | 81  |
| 4    | Stade montois                    | 30 | 17 | 1 | 12 | 5  | 3  | 655 | 611 | +44  | 78  |
| 5    | Colomiers Rugby                  | 30 | 16 | 3 | 11 | 4  | 4  | 629 | 590 | +39  | 78  |
| 6    | AS Béziers                       | 30 | 17 | 1 | 12 | 4  | 3  | 745 | 662 | +83  | 77  |
| 7    | USA Perpignan                    | 30 | 15 | 1 | 14 | 5  | 6  | 676 | 615 | +61  | 73  |
| 8    | Biarritz olympique               | 30 | 14 | 0 | 16 | 3  | 5  | 674 | 656 | +18  | 64  |
| 9    | CS Bourgoin-Jallieu              | 30 | 12 | 0 | 18 | 5  | 9  | 595 | 642 | -47  | 62  |
| 10   | SC Albi                          | 30 | 13 | 2 | 15 | 2  | 4  | 591 | 643 | -52  | 62  |
| 11   | RC Narbonne                      | 30 | 13 | 0 | 17 | 2  | 6  | 602 | 653 | -51  | 60  |
| 12   | US Montauban                     | 30 | 12 | 0 | 18 | 1  | 9  | 570 | 624 | -54  | 58  |
| 13   | Tarbes PR (8 points de pénalité) | 30 | 13 | 0 | 17 | 0  | 9  | 543 | 630 | -87  | 53¹ |
| 14   | US Carcassonne                   | 30 | 11 | 0 | 19 | 0  | 5  | 484 | 741 | -257 | 49  |
| 15   | US Dax                           | 30 | 10 | 1 | 19 | 1  | 5  | 538 | 713 | -175 | 48  |
| 16   | Provence Rugby (P)               | 30 | 9  | 0 | 21 | 1  | 5  | 549 | 716 | -167 | 42  |

## Statistiques

### Statistiques collectives
Attaque
523 points marqués :
45 essais dont 5 essais de pénalité
29 transformations
80 pénalités
Défense
615 points encaissés
57 essais
47 transformations
82 pénalités
1 drop
Cartons
22 jaunes
2 rouge

### Statistiques individuelles
Meilleur réalisateur
1. Sebastián Poet (demi d'ouverture) : 211 points (2 essais, 55 pénalités, 18 transformations)
2. Riaan Smit (demi d'ouverture) : 38 points (1 essai, 9 pénalités, 3 transformations)
3. Luix Roussarie (demi de mêlée) : 37 points (1 essai, 8 pénalités, 4 transformations)
4. Augustin Costa Repetto (pilier) : 25 points (5 essais)
5. Laurent Tranier (centre) : 21 points (1 essai, 4 pénalités, 2 transformations)
6. Geoffrey Cros (arrière) : 20 points (2 essais, 2 pénalités, 2 transformations)

Pénalités
65 pénalités
Sebastián Poet (demi d'ouverture)
9 pénalités
Riaan Smit (demi d'ouverture)
8 pénalités
Luix Roussarie (demi de mêlée)
4 pénalités
Laurent Tranier (centre), Nicolas Laharrague (demi d'ouverture)
2 pénalités
Geoffrey Cros (arrière)
Transformations
18 transformations
Sebastián Poet (demi d'ouverture)
4 transformations
Luix Roussarie (demi de mêlée)
3 transformations
Riaan Smit (demi d'ouverture)
2 transformations
Geoffrey Cros (arrière), Laurent Tranier (centre)
Meilleur marqueur
5 essais
Augustin Costa Repetto (pilier)
3 essais
Nicolas Garrault (3e ligne), Filipe Manu (3e ligne), Morgan Rubio (ailier)
2 essais 
Adrea Cocagi (ailier),  Geoffrey Cros (arrière), Mathieu Giudicelli (pilier), Jean Baptiste Lamotte (centre), Sebastián Poet (demi d'ouverture), Maxime Veau (centre), Nicolas Vergallo (demi de mêlée)
1 essai   
Théo Béziat (talonneur), Romain Casals (talonneur), Benjamin Collet (3e ligne), Johan Demai-Hamecher (ailier), Johannes Hermanus Grobler (talonneur),  Addison Lockley (2e ligne), Giorgi Nemsadze (2e ligne), Luix Roussarie (demi de mêlée), Riaan Smit (demi d'ouverture), Laurent Tranier (centre), Sionasa Vunisa (ailier)